# Daimonin
Daimonin é um dos esforços para criar um MMORPG gratuito para computadores, baseado no Crossfire.

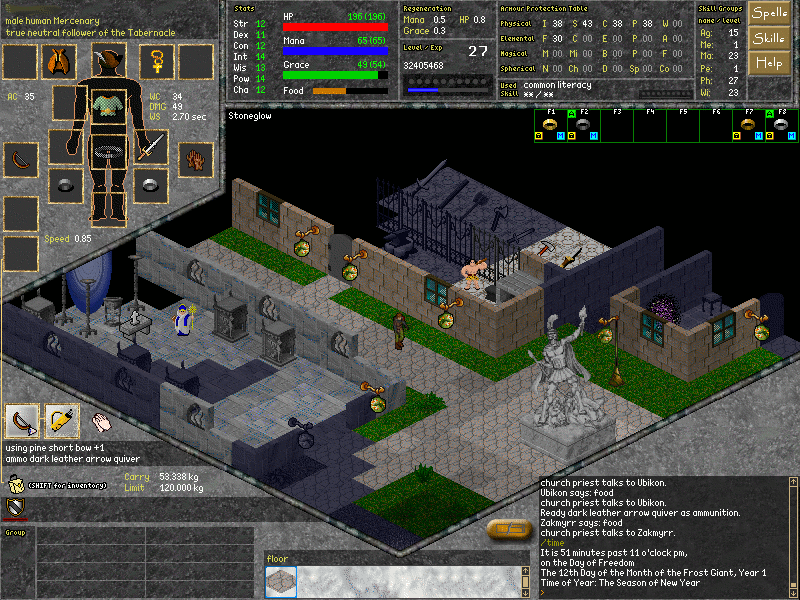
Vila de Stoneglow à noite (Linux)

Daimonin usa um sistema gráfico isométrico. Seu servidor e cliente estão sob a licença GPL, e alguns trabalhos artísticos, músicas, sons e mapas estão sob outra licença artística. O jogo atualmente está em versão beta, e tem um servidor ativo.
O cliente e servidor (beta 3) rodam no Linux e Windows.
Daimonin possui muitas habilidades de Crossfire, e muito mais. Daimonin tem um sistema de combate que foca o ataque no oponente, atacando a cada turno. Também remove a necessidade de usar o comando "say" para falar algo. Basta digitar o que deseja que o personagem fale. Para usar um comando, inicie com um "/", similar ao IRC.
O jogo ainda não está completo, mas sabe-se que terá clãs e áreas "player versus player".
Partes do conteúdo dos mapas de Daimonin não está disponível para download devido à possibilidade de enganar o jogo. E para não perder tempo suportando servidores de terceiros, o cliente de Daimonin traz desabilitada a habilidade de conectar com estes servidores, convidando-os a compilar, distribuir e suportar seus próprios binários.